# Нижегородский 17-й драгунский полк

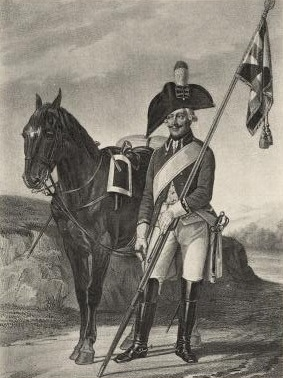
Фанен-юнкер Нижегородского Драгунского полка, 1797—1800.

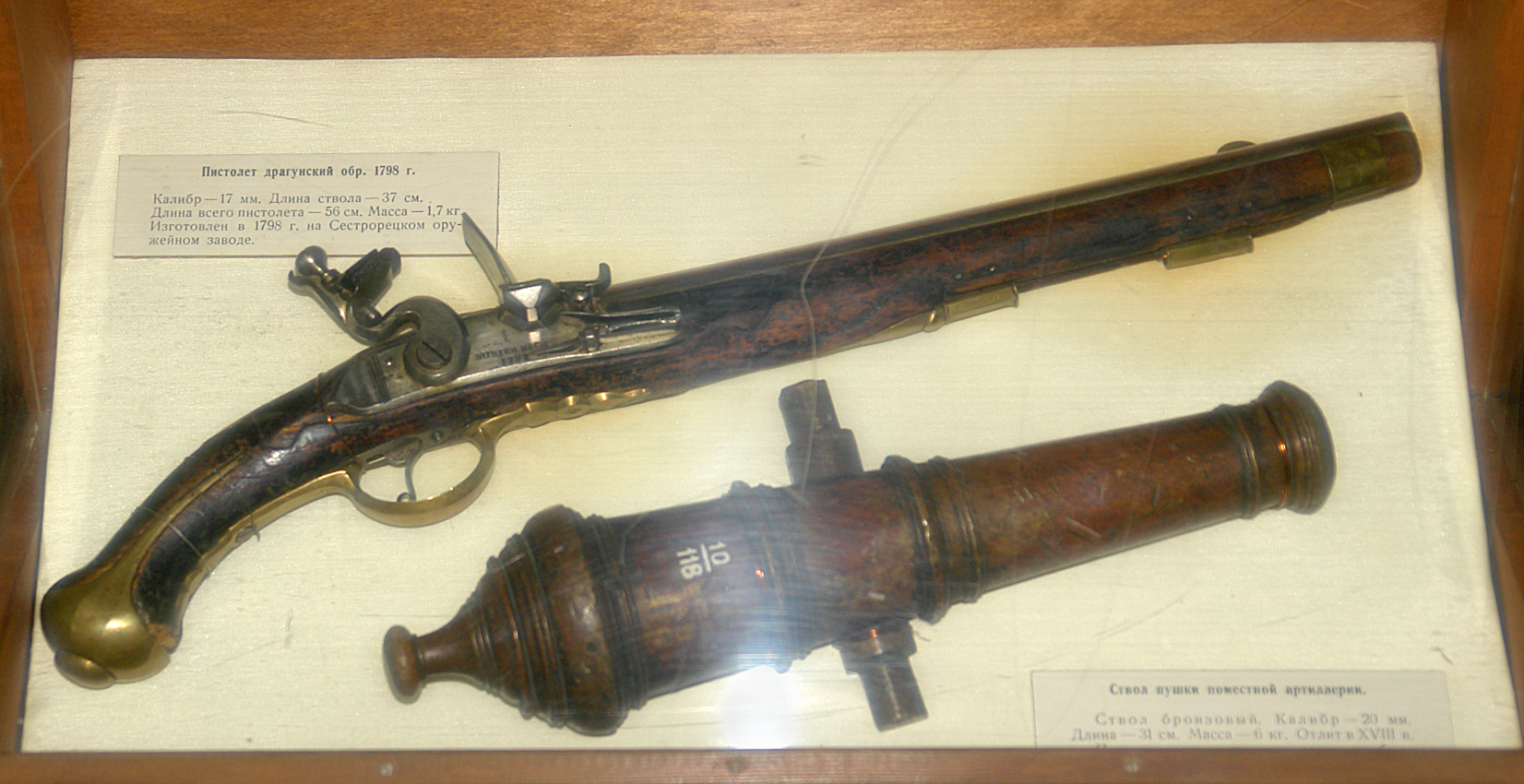
Пистолет драгунский, образца 1798 года.
Калибр — 17 миллиметров.
Длина ствола 37 сантиметров.
Длина всего пистолета — 56 см.
Масса — 1,7 кг.
Изготовлен в 1798 году на Сестрорецком оружейном заводе.

17-й драгунский Нижегородский Его Величества полк — драгунский полк Русской императорской армии, один из двух самых заслуженных полков вооружённых сил России.

## Формирование и кампании полка
Данное формирование появилось в период реформ Петра Великого во время реформирования Новгородского генеральского полка из числа дворян Бежецкой и Обонежской пятин и копорских казаков.

### Северная война
Полк сформирован 8 сентября 1701 года новгородским воеводой Апраксиным, в составе 10 рот, под названием драгунского Морелия полка. После формирования полк был назначен в состав корпуса Апраксина и в следующем году принял участие в Северной войне. Получив боевое крещение 13 августа 1702 года при Дудергофской мызе, полк находился при покорении Ингерманландии и участвовал в 1704 году в осаде Нарвы. Следующие годы войны (1705—1709) прошли в непрерывных походах, набегах и многочисленных стычках со шведами в Литве и на Украине. Из значительных дел полку пришлось принять участие в сражениях при Калише, Головчине и Лесной. В 1703 году при полку была сформирована гренадерская рота, и в 1705 году полк назван драгунским полковника Шомбурга полком.
10 марта 1708 году полк получил название Нижегородского драгунского полка; 23 января 1709 года гренадерская рота была отчислена на сформирование гренадерского драгунского Андрея Кропотова полка.
В Полтавской битве, 27 июня 1709 года, нижегородцы находились в отряде Баура и участвовали в кавалерийском бою, во время которой каптенармус полка, Абрам Антонов, отбил шведское знамя.
Во время Прутского похода 1711 года нижегородцы, находясь в отряде генерала Ренне, были посланы к Браилову и взяли крепость штурмом. В 1716 году Нижегородский полк был назначен в состав Померанского корпуса и пробыл в Мекленбурге и Померании около двух лет.

### 1727—1762
С 16 февраля по 13 ноября 1727 года полк носил название 2-го Шацкого полка. В 1736 году Нижегородский полк принял участие в войне с турками и находился при взятии Азова.
Во время Шведской войны 1741—1742 гг. часть Нижегородского полка находилась при взятии Фридрихсгама и Гельсингфорса. 30 марта 1756 году Нижегородский полк был приведён в состав 5 эскадронов и принял участие в Семилетней войне, во время которой находился в сражениях при Гросс-Егерсдорфе, а один из его эскадронов участвовал в сражениях при Пальциге и Кунерсдорфе.
В царствование императора Петра III полк назывался с 25 апреля по 5 июля 1762 года кирасирским генерал-майора Шетнева полком.

### В царствование Екатерины II
По вступлении на престол императрицы Екатерины II полк был 14 января 1763 года наименован Нижегородским карабинерным. В 1766 году Нижегородцы были командированы в Польшу и участвовали при штурме Бара и Кракова. Во время 1-й Турецкой войны Нижегородский полк, в составе 1-й армии, участвовал в сражениях под Хотином, у Рябой Могилы, при Ларге и Кагуле. Затем он находился 24 октября 1771 года при занятии Журжи и 10 ноября 1773 года в сражении при Черноводах.
24 октября 1775 года, по присоединении Астраханского карабинерного полка, учреждённого в 1701 году под названием драгунского князя Ивана Львова полка, Нижегородский полк был приведён в состав 10 эскадронов и назван Нижегородским драгунским полком.
В 1783 году Нижегородцы были командированы на Кубань и c 1787 года приняли участие в военных действиях против турок, находясь 22 июля 1791 года при штурме Анапы. С этого времени началась для полка легендарная по своим боевым подвигам служба на Кавказе.
В 1796 году Нижегородский полк принял участие в экспедиции графа Зубова в Персию, находился при взятии Дербента и совершил тяжёлый поход к Шемахе. «В 1796 году мая с 16-го при осаде и сдаче Персидского города Дербента, а от онаго до реки Куры; 1804 мая с 3-го в Кабарде за рекою Баксаном, 9-го в Шерлищели, 14 между реками Чечемом и Шелукою с охотниками в действительном сражении противу взбунтовавшихся Кабардинцев; — где за отличие награждён орденом Св. Анны 3-го класса, потом вторично в Кабарде за рекою Баксаном до урочища Кизборун; 1805 марта с 9-го в Кабарде до самой вершины Кизборунского ущелья, где во время фуражирования при нападении Кабардинцев 19-го в действительном сражении, а потом через Кизбурун до реки Чечема и большой Шелуки».(Из "Формулярного Списка о Службе и Достоинстве Состоящего по Кавалерии Генерал-майора Чеченского. РГВИА, Марьям Вахидова)

### 1798—1813

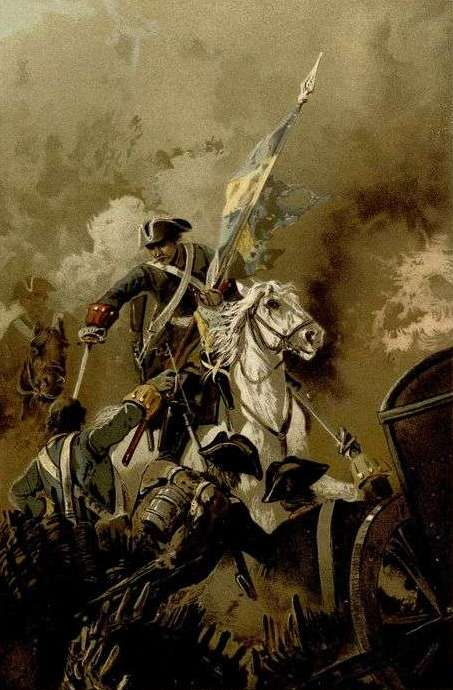
Н. Н. Каразин. Нижегородский драгун берёт шведское знамя.

По вступлении на престол императора Павла I полк был приведён в состав пяти эскадронов и назван 31 октября 1798 года драгунским генерал-майора Грушецкого полком; 3 апреля 1800 года полк присоединён к драгунскому генерал-майора Пушкина полку, который был переформирован в 10-эскадронный состав и назван 15 октября 1800 года драгунским генерал-майора Портнягина полком. 30 марта 1801 года император Александр I снова разделил этот полк на два, по 5 эскадронов в каждом, и повелел им именоваться Нижегородским и Нарвским драгунскими полками.
В следующем году Нижегородский полк, находясь в отряде своего шефа, генерала Глазенапа, принял участие в покорении Большой Кабарды и находился 14 мая 1804 года при поражении кабардинцев у Чегема. После убийства князя Цицианова Нижегородцы в ходе новой русско-персидской войны совершили в 1806 году поход для наказания Бакинского хана и участвовали во взятии Дербента и Баку. В этом же году Нижегородский полк выделил эскадрон на сформирование Дерптского драгунского полка (впоследствии Мариупольский гусарский полк).
17 февраля 1807 года, во время похода в Чечню, Нижегородский полк геройски атаковал засеки в Ханкальском ущелье и заслужил своему шефу, полковнику Сталю, орден св. Георгия 4-й степени. Последующие три года Нижегородцы провели в Екатеринограде, охраняя Кавказскую линию против горцев.
9 апреля 1809 года Нижегородский полк был назначен в число войск, занимавших Грузию, и, прибыв в Тифлис, принял участие в военных действиях против персов и лезгин. 12 августа 1810 года полковник Сталь выступил с 2 эскадронами и 6 ротами егерей в Карталинию для усмирения восставших осетин и, взяв штурмом сёла Мармазет и Джавы, нанёс мятежникам полное поражение.
В 1812 году Нижегородский полк принял деятельное участие в подавлении восстания в Кахетии, во время которого в селе Сигнах были вероломно замучены 6 офицеров и 39 нижних чинов полка. В следующем году Нижегородский полк участвовал в походе генерала Симановича в Хевсуретию и действовал с отличием при штурме сёл Гуро и Шатили. 3 января 1813 года Нижегородский полк был переформирован в 6 действующих и 1 запасной эскадрон.

### 1813—1830
Последующие тринадцать лет прошли для полка в охранной службе на Лезгинской линии, ознаменованной многочисленными мелкими стычками с горцами. Летняя стоянка полка, которая получила название Летники, находилась в северной части Ширакской степи в селении Караагач под Царскими Колодцами Сигнахского уезда Тифлисской губернии.
Приняв участие в следующей войне с Персией, нижегородцы особенно отличились 13 сентября 1826 года под Елисаветполем и атаками способствовали полному поражению неприятеля. В этот день, во время одной из атак, унтер-офицер Жилин отбил персидское знамя. Все офицеры получили за этот бой награды, а командир, полковник Шабельский — орден св. Георгия 4-й степени и чин генерал-майора.
5 июля 1827 года в Джеван-Булахском бою нижегородцы два раза атаковали персидскую кавалерию и отбили два знамени. Командир полка полковник Раевский и поручик Левкович, собственноручно захватившие знамя, были награждены орденом св. Георгия 4-й степени.
После взятия Аббас-Абада, Сардар-Абада и Эривани Нижегородский полк совершил поход в Азербайджан и 15 января 1828 года занял Марагу. За геройские действия в Персидскую войну полку были пожалованы 27 июля 1828 года Георгиевские штандарты с надписью: «3а отличие в Персидскую войну 1826, 1827 и 1828 гг.».
Во время русско-турецкой войны 1828—1829 гг. нижегородцы находились при взятии крепостей Карса, Ахалкалаки, Гертвиса и Ахалцыха. В следующем году полк участвовал при поражении Эрзерумского сераскира при Каинлы и совершил поход в Анатолию.
27 сентября 1829 года при штурме Байбурта полк под командованием полковника князя Андронникова атаковал в конном строю турецкие укрепления и, отбив 5 орудий, захватил 3 знамени и 250 пленных.
22 сентября 1830 года полк был награждён знаками на кивера с надписью «За отличие».

### 1830—1853

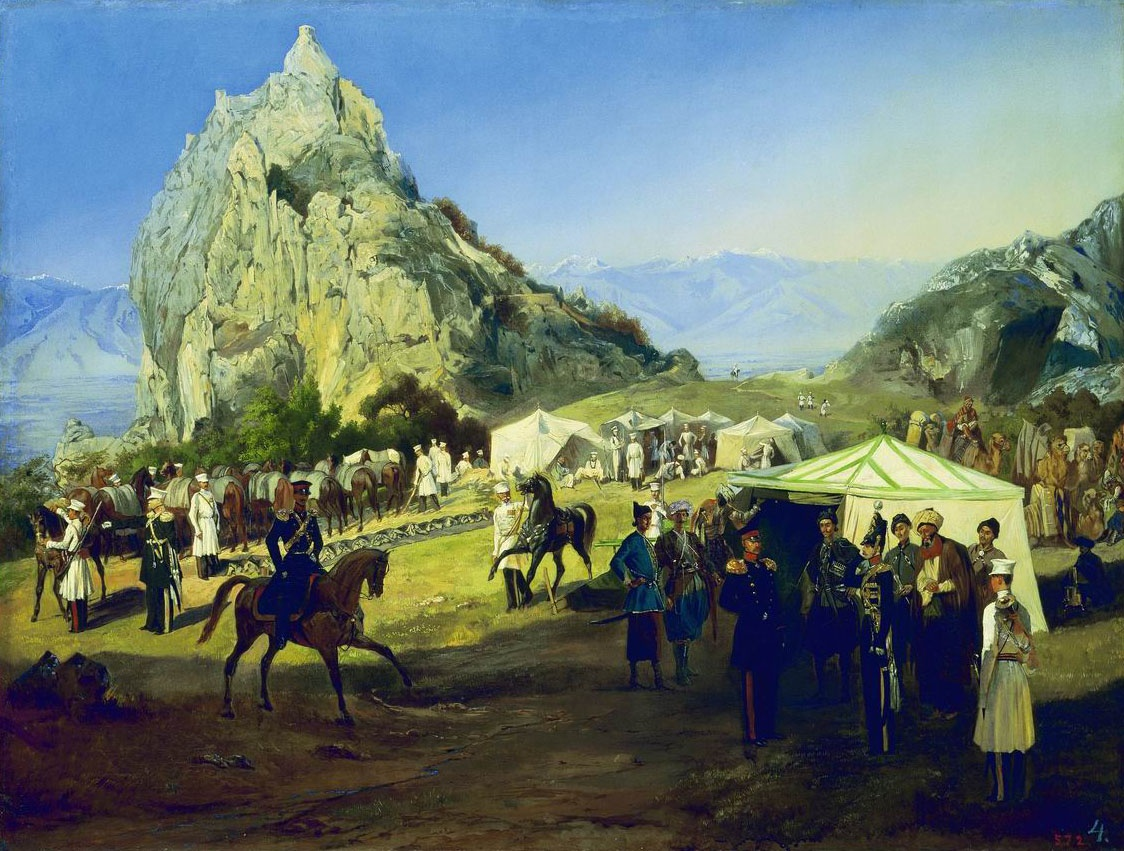
Г.Г. Гагарин. Летний лагерь Нижегородского драгунского полка под Караагачем. Холст, масло. 1841

С 1830 года в течение пятнадцати лет полк находился в Кахетии и охранял Лезгинскую линию, принимая неоднократно участие в экспедициях против горцев.
12 января 1846 года Нижегородский полк был приведён в состав 10 действующих и 1 резервного эскадронов, причём на пополнение его поступили из III резервного корпуса 4 эскадрона упраздненного Уфимского казачьего полка. 22 января 1846 года принц Фридрих Карл Август Вюртембергский, жених великой княжны Ольги Николаевны, был назначен шефом, и полк назван по его имени.
11 октября 1846 года два дивизиона драгун, находясь в отряде князя Бебутова, выступили из Дженгутая против Шамиля и находились при штурме и взятии селений Аймяк и Кутешти.
С 1848 по 1853 год Нижегородский полк был занят, главным образом, охраной Сулакской линии и усмирением Чечни и Дагестана. В 1851 году 4-й дивизион участвовал в делах 27 и 29 февраля у с. Кутиши и на р. Васе и за выказанное отличие был награждён 25 марта 1851 года Георгиевским штандартом с надписью «За отличные подвиги в Чечне в 1851 г.».

### Крымская война
Во время Крымской войны нижегородцы участвовали в боях при Баяндуре и Башкадыкларе, причём в последнем захватили 6 орудий. За сражение при Башкадыкларе командир полка генерал-майор, князь Я. И. Чавчавадзе получил орден св. Георгия 3-й степени, командиры дивизионов полковник Ф. К. Борковский и майор В. А. Петров а также командир одного из эскадронов капитан князь З. Г. Чавчавадзе — орден св. Георгия 4-й степени, все офицеры — полугодовой оклад жалованья, а нижние чины — по 2 рубля и 100 знаков отличия Военного ордена. Кроме того, 21 января 1854 года полку были пожалованы 17 Георгиевских труб с надписью: «За отличные подвиги при поражении 36-тысячного турецкого корпуса на Башкадыкларских высотах 19 ноября 1853 г.».
24 июня 1854 года Нижегородский полк находился при поражении турок в сражении при Кюрюк-Дара. За геройские действия при Кюрюк-Дара 5-му дивизиону был пожалован 30 августа 1856 года новый Георгиевский штандарт с надписью «За отличные подвиги в сражении при Кюрюк-Дара 24 июля 1854 г.». На штандарты 3-го и 4-го дивизионов была добавлена надпись «И за отличие в сражении 24 июля 1854 г. при д. Кюрюк-Дара». Также, на мундиры штаб- и обер-офицеров были пожалованы 10 октября 1854 года петлицы за военное отличие. Все офицеры получили награды, в том числе подполковник А. М. Дондуков-Корсаков и капитан М. П. Суринов — орден св. Георгия 4-й степени, а полковник И. Е. Тихоцкий был удостоен банта к имевшемуся у него этому ордену; кроме того, нижним чинам пожаловано по 3 рубля и 100 знаков отличия Военного ордена.
В следующем году Нижегородский полк участвовал в Саганлугской экспедиции и находился при осаде и неудачном штурме Карса.

### 1856—1864
3 апреля 1856 года из 4 эскадронов Нижегородского полка был сформирован Северский драгунский полк, а Нижегородский полк приведён в состав 6 эскадронов. 19 марта 1857 года к названию полка присоединено наименование Нижегородского.
Последующие три года нижегородцы участвовали в окончательном покорении Восточного Кавказа и находились в нескольких экспедициях в Чечню и Дагестан.
В 1860 году Нижегородский полк был командирован в Закубанскую область и, находясь в Шапсугском и Даховском отрядах, принимал участие в течение пяти лет в многочисленных экспедициях, закончившихся полным покорением Западного Кавказа. 8 августа 1862 года полк был приведён в состав 4 эскадронов, и к названию полка присоединён 25 марта 1864 года № 16. 13 июня 1864 года, по случаю вступления на престол шефа, полк назван 16-м драгунским Нижегородским Его Величества короля Вюртембергского полком. 12 июля того же года император Александр II, желая «почтить заслуги Нижегородского драгунского полка за оказанные оным боевые отличия и славные дела в продолжение Кавказской войны», зачислил себя в списки полка. Кроме того, 25 августа 1864 года государь, «в воздаяние долговременной и славной боевой службы Нижегородского драгунского полка на Кавказе, постоянно сопровождавшейся блистательными подвигами», пожаловал «на мундиры нижних чинов особое наружное отличие, в виде петлиц из шерстяного басона, по образцу ленты ордена св. Георгия».

### Турецкая война 1877—1878 гг.
Во время русско-турецкой войны 1877—1878 гг. 2-й дивизион Нижегородского полка под командой майора Керим-бека Новрузова в ночном бою 18 мая 1877 года у Бегли-Ахмета разгромил 4-тысячный турецкий отряд, захватил 2 орудия с 4 зарядными ящиками и два знамени.
2 октября 1877 года 3-й эскадрон, под командой майора А. Витте, высланный для рекогносцировки, был отрезан на Орловских высотах шестью таборами турецкой пехоты, но, несмотря на несоразмерность сил, пробился через неприятеля.
При поражении турок на Аладжинских высотах Нижегородский полк атаковал 3 октября в конном строю Визинкевский люнет и, заняв его, отбил одно знамя, 5 орудий и около 1 000 пленных.
Затем полк участвовал в боях у Зивина, при Буланах, Кизиль-Тапа и Гассан-Кала.
За Турецкую войну Нижегородскому полку, имевшему уже все боевые награды, Высочайше пожалованы 26 ноября 1878 года широкие Георгиевские ленты на штандарты с надписью 1-му дивизиону — «За сражение 2 и 3 октября 1877 г. на Аладжинских высотах» и 2-му дивизиону—"За дела при Бегли-Ахмете 18 мая и на Орловских высотах 2 октября 1877 г.". 6 офицеров были награждены орденом св. Георгия 4-й степени, и 150 нижних чинов получили знаки отличия Военного ордена.

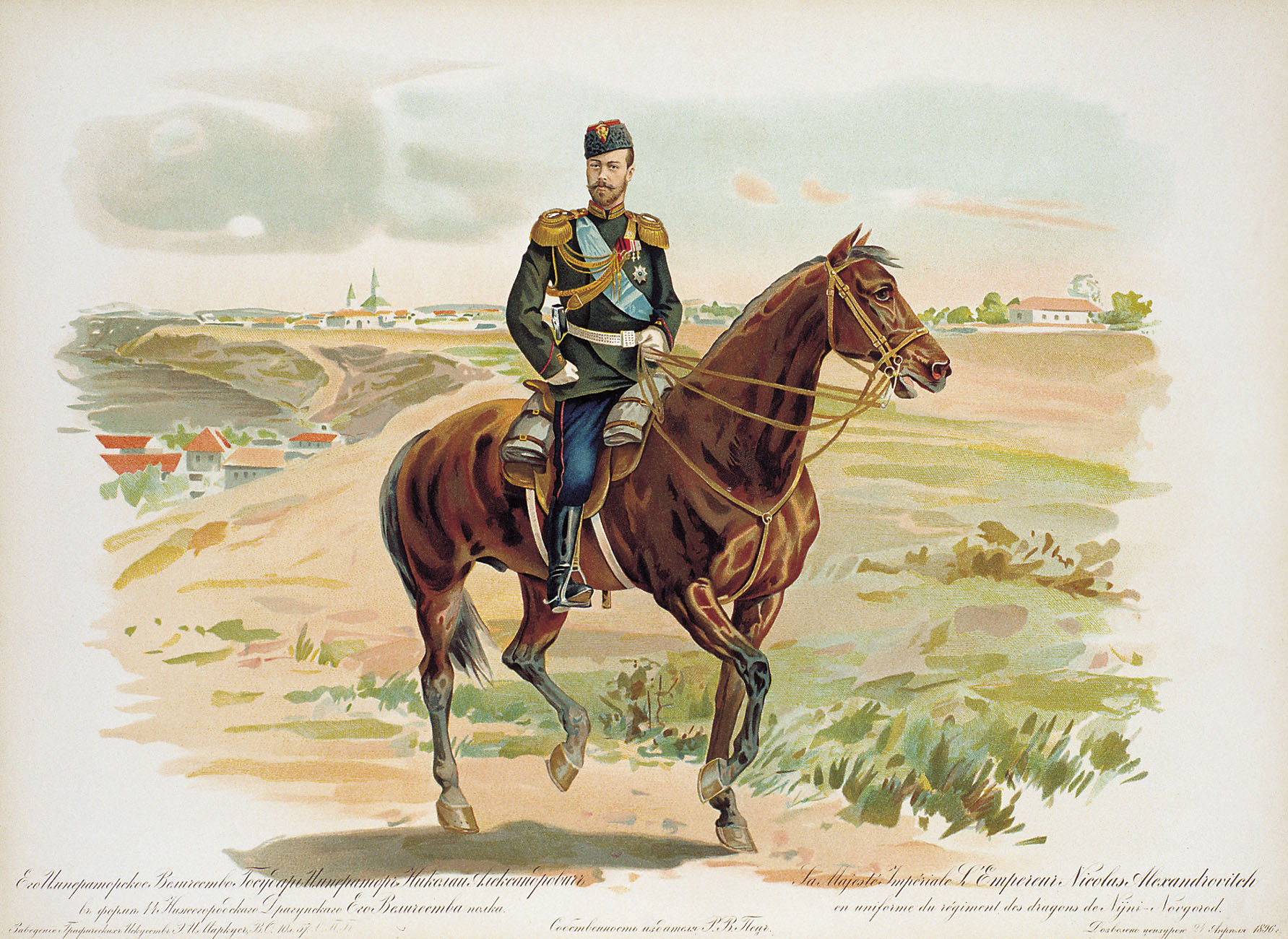
Николай II в форме 44-го Нижегородского Драгунского его величества полка

### 1882—1906
18 августа 1882 года полку был присвоен № 44. В 1883 году полк приведён в состав 8 эскадронов. 6 октября 1891 года по случаю кончины шефа, полк назван 44-м драгунским Нижегородским полком. 27 ноября 1892 года Его Императорское Высочество Наследник Цесаревич Великий Князь Николай Александрович был назначен Шефом полка, а 2 ноября 1894 года полку присвоено название 44-го драгунского Нижегородского Его Величества полка.
8 сентября 1901 года, в день 200-летнего юбилея, полку пожалован новый Георгиевский штандарт с добавочной надписью «1701—1901» и с Александровской юбилейной лентой. 6 декабря 1907 года полку присвоен № 17.
26 марта 1906 года в списки полка был зачислен наследник цесаревич великий князь Алексей Николаевич. Также в полку в разное время числились императоры Александр II (с 12 июля 1864 года по 1 марта 1881 года) и Александр III (с 27 ноября 1881 года по 21 октября 1894 года) и великий князь Михаил Николаевич (с 13 октября 1863 года по 30 декабря 1909 года). Полковой праздник — 27 ноября.
Первая мировая война
Полк прекрасно действовал в 1914 - 1917 гг. Одна из знаковых конных атак - под Колюшками 10 ноября 1914 года.

## Оценка боевой службы полка
Боевые подвиги нижегородцев вызвали следующие слова императора Александра II: «Нижегородцев я считаю своим первым кавалерским полком». Тяжёлая боевая школа, пройденная полком, выдвинула из среды его целый ряд боевых лиц, сыгравших крупную роль при покорении Кавказа и внесших много славных страниц в историю русской армии. К. Ф. Сталь, князь А. Г. Чавчавадзе, Н. Н. Раевский, Ф. А. Круковский, князь Я. И. Чавчавадзе, князь А. М. Дондуков-Корсаков, князь И. Г. Амилахори, граф Н. П. Граббе, князь З. Г. Чавчавадзе, И. П. Шабельский, А. Ф. Багговут, Гусейн Хан Нахичеванский и многие другие знаменитые деятели на военном и государственном поприще — начали свою службу в рядах Нижегородского полка или же командовали им. После восстания декабристов многие участники восстания после суда рядовыми служили в Нижегородском полку.

## Знаки отличия полка
Еще при жизни Императора Николая Павловича последовал Высочайший указ, коим «Государь Император, обращая внимание на блистательное мужество, постоянное рвение и примерно усердную во всех отношениях службу драгунского Его Королевского Высочества Наследного Принца Виртембергского полка, доблестными подвигами своими заслужившему уже большую часть отличий, даруемых войскам, Всемилостивейше жалует офицерам сего полка на воротники и обшлага присвоенных им курток золотые петлицы».

Золотые петлицы до того времени жаловались только артиллерии, а потому награда эта сразу выделила Нижегородцев из ряда других полков, не только кавалерийских, но и пехотных.
- Полковой георгиевский штандарт с надписью «За отличие, оказанное в Персидскую войну 1826, 1827, 1828 гг., за отличные подвиги в Чечне в 1851 г. и в сражении при Кюрюк-Дара 24 июля 1854 г.» и «1701—1901», с Александровской юбилейной и георгиевскими лентами.
- Знаки на головные уборы с надписью «За отличие»
- 17 Георгиевских труб с надписью «3а отличные подвиги при поражении 36-тысячного турецкого корпуса на Башкадыкларских высотах 19 ноября 1853 г.»
- 25 августа 1864 года государь-император, «в воздаяние долговременной и славной боевой службы Нижегородского драгунского полка на Кавказе, постоянно сопровождавшейся блистательными подвигами», пожаловал «на мундиры нижних чинов особое наружное отличие, в виде петлиц из шерстяного басона, по образцу ленты ордена св. Георгия».
- Широкие Георгиевские ленты к штандартам с надписями:
  - в 1-м дивизионе — «За сражение 2 и 3 октября 1877 г. на Аладжинских высотах»
  - во 2-м дивизионе — «За дела при Бегли-Ахмете 18 мая и на Орловских высотах 2 октября 1877 г.»
- Особая форма одежды (газыри на мундирах и лампасы на рейтузах) и шашки азиатского образца, утверждённого в царствование императора Николая I.

## Шефы полка
Шефы (почётные командиры) полка:
- хх.хх.1787 — 14.04.1789 — генерал-аншеф Текели, Пётр Абрамович
- 03.12.1796 — 09.11.1797 — генерал-майор, князь Щербатов, Алексей Петрович
- 09.11.1797 — 29.11.1797 — генерал-майор, граф Толстой, Пётр Александрович
- 29.11.1797 — 03.04.1800 — генерал-майор (с 31.10.1799 генерал-лейтенант) Грушецкий, Василий Васильевич
- 03.04.1800 — 15.10.1800 — генерал-майор Пушкин, Алексей Михайлович
- 15.10.1800 — 30.03.1801 — генерал-майор Портнягин, Семён Андреевич
- 30.03.1801 — 27.01.1808 — генерал-лейтенант Глазенап, Григорий Иванович
- 27.01.1808 — 01.09.1814 — полковник (с 26.01.1811 генерал-майор) фон Сталь, Карл Фёдорович
- 22.01.1846 — 06.10.1891 — король Виртембергский Карл I.
- 27.11.1892 — 04.03.1917 — наследник цесаревич великий князь Николай Александрович (с 02.11.1894 — император Николай II).

## Командиры полка
(Командующий в дореволюционной терминологии означал временно исполняющего обязанности начальника или командира).

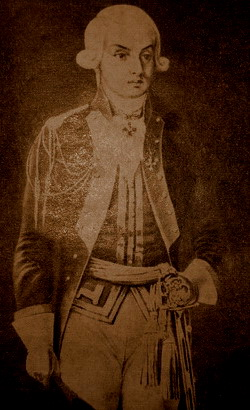
Командир полка Н. Н. Раевский 1790-е гг.

- 14.11.1763 — 24.11.1764 — бригадир Глебов, Фёдор Иванович
- 24.11.1764 — 25.09.1771 — полковник Панин, Николай
- 31.01.1792 — 10.05.1797 — полковник Раевский, Николай Николаевич
- 10.05.1797 — 07.03.1798 — полковник Ивашев, Пётр Никифорович
- 15.05.1798 — 30.09.1798 — полковник Львов, Пётр Николаевич
- 09.02.1799 — 31.01.1800 — полковник князь Гуриель, Степан Христофорович
- 24.03.1800 — 25.05.1800 — полковник Шультен, Иван Христофорович
- 25.05.1800 — 25.11.1800 — полковник фон Кауфман, Густав Фёдорович
- 28.01.1801 — 20.06.1801 — полковник барон Умянцев, Пётр Петрович
- 20.06.1801 — 27.01.1808 — полковник фон Сталь, Карл Фёдорович
- 30.08.1808 — 16.02.1810 — майор Албанский, Андрей Иванович
- 16.05.1811 — 22.05.1812[4] — майор Потлог, Степан Павлович
- 10.02.1816 — 21.01.1821[5] — полковник Климовский, Лев Васильевич
- 21.01.1821 — 10.06.1822 — полковник Чавчавадзе, Александр Гарсеванович (временно)
- 10.06.1822 — 16.09.1826 — полковник (с 22.08.1826 генерал-майор) Шабельский, Иван Петрович
- 16.09.1826 — 14.12.1829 — полковник (с 01.01.1829 генерал-майор) Раевский, Николай Николаевич
- 14.12.1829 — 23.02.1830 — командующий полковник князь Андроников, Иван Малхазович
- 23.02.1830 — 22.06.1834[6] — подполковник (с 25.07.1833 полковник) Добров, (Константин Михайлович?)
- 25.06.1834 — 06.12.1835 — полковник Катаржи, Павел Ильич
- 16.12.1835 — 21.05.1842 — полковник Безобразов, Сергей Дмитриевич
- 21.05.1842 — 07.08.1845 — подполковник (с 18.03.1845 полковник) Постельс, Эмилий Филиппович
- 07.08.1845 — 08.02.1849 — полковник (с 06.12.1848 генерал-майор) Круковский, Феликс Антонович
- 08.02.1849 — 10.06.1855 — полковник (с 01.10.1852 генерал-майор) князь Чавчавадзе, Ясон Иванович
- 10.06.1855 — 23.10.1858 — полковник (с 17.09.1855 генерал-майор) князь Дондуков-Корсаков, Александр Михайлович
- 23.10.1858 — 25.09.1860 — полковник (с 17.04.1860 флигель-адъютант) граф Ностиц, Иван Григорьевич
- 25.09.1860 — 30.08.1864 — флигель-адъютант полковник (с 02.01.1864 генерал-майор Свиты Е. И. В.) Граббе, Николай Павлович
- 27.10.1864 — 30.08.1873 — полковник князь Амилахори, Иван Гивич
- хх.хх.1873 — 27.07.1875 — полковник принц Альберт Саксен-Альтенбургский
- 27.07.1875 — 23.02.1880 — полковник Кельнер, Александр Александрович
- 20.02.1881 — 20.07.1885 — полковник Малама, Яков Дмитриевич
- 31.07.1885 — 10.11.1890 — полковник князь Васильчиков, Сергей Илларионович
- 26.11.1890 — 25.12.1894 — полковник Бибиков, Сергей Ильич
- 03.01.1895 — 22.02.1902 — полковник Петров, Венедикт Викторович
- 22.02.1902 — 10.07.1904 — полковник князь Багратион-Мухранский, Александр Ираклиевич
- 19.08.1904 — 26.10.1905 — полковник Комстадиус, Николай Николаевич
- 24.11.1905 — 04.07.1906 — флигель-адъютант полковник Гусейн Хан Нахичеванский
- 07.07.1906 — 21.05.1912 — полковник фон Гилленшмидт, Яков Фёдорович
- 09.10.1912 — 24.06.1915 — полковник Офросимов, Павел Александрович
- 30.06.1915 — 11.08.1917 — полковник Ягмин, Станислав Юльевич
- 30.09.1917 — 30.01.1918 — полковник Брант, Александр Фёдорович

## Известные люди, служившие и числившиеся в полку
- Айгустов, Николай Алексеевич — генерал-лейтенант, енисейский губернатор
- Альбранд, Лев Львович — генерал-майор, выдающийся деятель Кавказской войны
- Бонапарт, Луи Наполеон Жозеф Жером
- Батиевский, Яков Яковлевич — действительный тайный советник, сенатор
- Борковский, Франц Казимирович — подполковник, герой Крымской войны
- Всеволожский, Дмитрий Алексеевич — генерал-майор, управляющий Кавказскими минеральными водами (только числился)
- Броневский, Семён Богданович — генерал-губернатор Восточной Сибири
- Гейман, Василий Александрович — генерал-лейтенант, участник Кавказской войны
- Депрерадович, Николай Николаевич — декабрист
- Дерфельдт, Антон Антонович — композитор
- Джемарджидзев, Михаил Григорьевич — генерал-лейтенант, участник Кавказской войны
- Засс, Григорий Христофорович — генерал от кавалерии, герой Кавказской войны
- Зиновьев, Василий Васильевич (генерал) — генерал от инфантерии
- Колюбакин, Николай Петрович — Эриванский и Кутаисский губернатор, военный писатель
- Кочетков, Василий Николаевич — «солдат трёх императоров»
- Куцинский, Трофим Егорович — протоиерей, полковой священник, герой штурма Измаила
- Кусов, Инал Тегоевич — генерал-лейтенант
- Лермонтов, Михаил Юрьевич — поэт, писатель, участник Кавказской войны (только числился)
- Муратов, Анатолий Олегович — советский военачальник, генерал-майор
- Новрузов, Мирза Гаджи-бек Али-бек оглы — генерал-лейтенант
- Новрузов, Керим Бек — полковник
- Одоевский, Александр Иванович — декабрист, поэт
- Оржицкий, Николай Николаевич — декабрист
- Петров, Виктор Александрович — генерал-лейтенант, герой Кавказской войны
- Пушкин, Лев Сергеевич — участник Кавказской войны, брат А. С. Пушкина
- Розен, Михаил Карлович — председатель Харьковской казённой палаты
- Самсон-хан — беглый вахмистр, командир «русского батальона» в персидской армии
- Слепцов, Николай Павлович — генерал-майор, герой Кавказской войны
- Сумбатов, Михаил Луарсабович — князь, генерал-майор, участник Кавказской войны.
- Татищев, Николай Алексеевич — генерал от инфантерии
- Челокаев, Илья Заалович — генерал-майор, участник русско-турецкой войны 1877—1878 гг.
- Якубович, Александр Иванович — декабрист
- Чеченский, Александр Николаевич — генерал-майор, участник войн с Наполеоном
- Янковский, Осип Васильевич — русский медик, военный врач, коллежский советник.
- Коррадини, Георгий Вильгельмович  — художник.

## Другие формирования этого имени
- 22-й пехотный Нижегородский полк — сформирован 25 июня 1700 года под именем Больмана полка, с 1708 года носил имя Нижегородского пехотного, 25 марта 1864 года к наименованию полка был присоединён № 22[7].
- Нижегородский внутренний губернский батальон — сформирован 17 января 1811 года, 13 августа 1864 года переименован в Симбирский губернский батальон, который после нескольких преобразований пошёл на формирование 189-го Измаильского и 195-го Оровайского пехотных полков.
- Нижегородский конный полк — сформирован в 1812 году на основании Манифеста о созыве внутреннего ополчения, после изгнания Наполеона полк распущен по домам.